# Forever for Now (LP)
| Recensione          | Giudizio |
| ------------------- | -------- |
| AllMusic            |          |
| American Songwriter |          |
| Today               |          |

Forever for Now è il terzo album in studio della cantautrice statunitense LP, pubblicato il 2 giugno 2014, quasi dieci anni dopo della pubblicazione del precedente.

## Tracce
1. Heavenly Light – 3:50 (Dave Bassett, LP)
2. Night like This – 4:00 (Nate Campany, LP, Mike Del Rio)
3. One Last Mistake – 3:35 (Tom Hull, LP)
4. Tokyo Sunrise – 4:24 (PJ Bianco, LP)
5. Salvation – 3:49 (Josh Alexander, LP, Billy Steinberg)
6. Your Town – 4:25 (Claude Kelly, LP, Justyn Pilbrow)
7. Free to Love – 4:26 (Claude Kelly, LP, Pilbrow)
8. Levitator – 3:53 (LP, Marc Nelkin, Carl Ryden)
9. Someday – 4:10 (LP, Isabella Summers)
10. Savannah – 3:12 (Josh Alexander, LP, Billy Steinberg)
11. Into the Wild – 3:54 (PJ Bianco, LP)
12. Forever for Now – 4:10 (LP, Isabella Summers)

## Classifiche
| Classifica (2016-18) | Posizione massima |
| -------------------- | ----------------- |
| Belgio (Vallonia)    | 73                |
| Lettonia             | 66                |
| Repubblica Ceca      | 41                |
| Slovacchia           | 70                |